# Fruhstorferiola rubicornis
Fruhstorferiola rubicornis is een rechtvleugelig insect uit de familie veldsprinkhanen (Acrididae). De wetenschappelijke naam van deze soort is voor het eerst geldig gepubliceerd in 1998 door Zheng & Shi.